# Clemens Hugo Seyfert
Clemens Hugo Seyfert (* 1843 in Bautzen; † 21. März 1907 in Dresden) war ein sächsischer Generalmajor.

## Leben
Er war der Sohn des Gerichtsamtmanns Franz Hugo Seyfert aus Bautzen und trat am 1. Juli 1868 als Fähnrich in das Pionier-Bataillon Nr. 12 der sächsischen Armee. Am 31. Dezember desselben Jahres wurde er zum Leutnant im Bataillon befördert und zur vereinigten Artillerie- und Ingenieurschule in Berlin abkommandiert. Er nahm trotzdem am Krieg gegen Frankreich teil und wurde mit dem Kommandeurkreuz I. Klasse des Albrechtsordens und dem Eisernen Kreuz II. Klasse ausgezeichnet. 1872 kehrte Seyfert zu seinem Bataillon zurück, wo er 1873 zum Adjutanten ernannt wurde. Am 21. Januar 1875 wurde er zum Oberleutnant befördert und alsbald zu den Festungsbauten in Straßburg abkommandiert, wovon er 1879 zu seinem Bataillon zurückkehrte, mit dem Roten Adlerorden IV. Klasse ausgezeichnet und am 21. Dezember 1880 unter Versetzung in die Ingenieur-Abteilung des sächsischen Generalstabes zum Hauptmann befördert. In dieser Eigenschaft wurde er am 20. März 1890 zum Major unter gleichzeitiger Abkommandierung in den Großen Generalstab in Berlin befördert. 1891 diente Seyfert wieder bei der Militär-Bau-Direktion beim Ingenieur- und Pionierkorps. Nach Beförderung zum Oberstleutnant am 22. März 1894 wurde er beim Stabe des Pionier-Bataillon Nr. 12 eingesetzt. Er wurde am 24. März 1897 zum Oberst befördert und zum Kommandeur der Pioniere und Direktor des topographischen Bureaus ernannt. Im Auftrage des Generalstabes unternahm Seyfert im Mai 1898 bei Gottleuba mit seinem Bureau innerhalb von zwei Wochen Höhenmessungen der hiesigen Gegend. Er wurde 1900 unter Genehmigung seines Abschiedsgesuches mit Pension und Verleihung des Charakters des Generalmajors zur Disposition gestellt.
Er heiratete Margarete Seyfert, geb. Martin.